# Johannes Scheubel
Johannes Scheubel (Kirchheim unter Teck, 18 de agosto de 1494 — Tübingen, 1570) foi um matemático alemão.